# William Lewis (scacchista)
William Lewis (Birmingham, 9 ottobre 1787 – Londra, 22 agosto 1870) è stato uno scacchista britannico.
Prese le prime lezioni di scacchi da J.H. Sarratt nel circolo Tom's coffee-house di Londra. Nel 1818 manovrò il famoso automa detto Il Turco creato da Wolfgang von Kempelen. Nel 1820 giocò alcune partite a handicap con John Cochrane, dandogli un cavallo di vantaggio. 
Nel 1821 giocò tre partite a Parigi con Alexandre Deschapelles, che gli dava il vantaggio di pedone e tratto. Vinse una partita e pareggiò le altre due. Arbitro dell'incontro era Louis de Labourdonnais, che al termine lo sfidò dandogli il vantaggio di due pedoni e tratto. Lewis declinò però la sfida, dicendo che avrebbe giocato con lui solo ad armi pari. L'incontro si svolse due anni dopo e fu vinto nettamente da Labourdonnais (+ 5 –2).  
Fondò un circolo di scacchi in St. Martin Lane a Londra, che gestì per alcuni anni. Tra i frequentatori vi erano George Walker e Alexander MacDonnell. Quest'ultimo diventò un suo allievo ma in poco tempo superò il maestro, tanto che Lewis, temendo per la sua reputazione, si rifiutò di giocare un match con lui. 
Nel 1824 Lewis partecipò alla sfida per corrispondenza tra i circoli di Londra e di Edimburgo, vinta dagli scozzesi (torneo in cui venne dato il nome all'apertura detta Partita Scozzese, 1.e4 e5 2. Cf3 Cc6 3. d4). Si ritirò dal gioco attivo nel 1829. 
Scrisse molti libri di teoria e storia degli scacchi, tra cui:
- Oriental Chess, in due volumi (Londra, 1817)
- The Chessboard Companion (Londra, 1838), che ebbe nove edizioni
- A Treatise on the Game of Chess, in due volumi (Londra, 1844), che dedicò al problemista Horatio Bolton

Tradusse parzialmente in inglese i trattati di Pietro Carrera e di Gioacchino Greco e scrisse un resoconto del match per corrispondenza Londra-Edimburgo e del match Labourdonnais–MacDonnell del 1835: A selection of games at chess played at the Westminster chess Club between Mr. L.C. de la Bourdonnais and an english amateur of first rate skill (Londra, 1835).